# Biloboschnyzja
Biloboschnyzja (ukrainisch Білобожниця; russisch Белобожница/Beloboschniza, polnisch Białobożnica) ist ein Dorf im Rajon Tschortkiw der Oblast Ternopil im Westen der Ukraine etwa 10 Kilometer westlich der Rajonshauptstadt Tschortkiw und 56 Kilometer südlich der Oblasthauptstadt Ternopil gelegen.

Peter und Paul-Kirche im Ort

Der Ort wurde 1532 zum ersten Mal schriftlich erwähnt und lag zunächst in der Woiwodschaft Podolien als Teil der Adelsrepublik Polen. Von 1772 bis 1918 gehörte er, mit Unterbrechung zwischen 1810 und 1815, als er als Teil des Tarnopoler Kreises an Russland abgetreten werden musste, unter seinem polnischen Namen Białobożnica zum österreichischen Galizien (ab 1867 im Bezirk Czortków).
Nach dem Ende des Ersten Weltkrieges kam der Ort zu Polen (in die Woiwodschaft Tarnopol, Powiat Czortków, Gmina Białobożnica), wurde im Zweiten Weltkrieg ab September 1939 von der Sowjetunion und dann ab Sommer 1941 bis 1944 von Deutschland besetzt, hier wurde der Ort in den Distrikt Galizien eingegliedert. Während der Sowjetischen Besetzung Ostpolens wurde der Ort ab dem Herbst 1940 nach der Verlegung der Rajonshauptstadt aus dem nördlich gelegenen Kossiw zur Rajonshauptstadt des Rajons Biloboschnyzja. Der Rajon bestand dann mit Unterbrechung während der deutschen Besatzung bis 1959, als er in den Rajon Tschortkiw integriert wurde.
Nach dem Ende des Krieges wurde der Ort der Sowjetunion zugeschlagen, dort kam das Dorf zur Ukrainischen SSR und ist seit 1991 ein Teil der heutigen Ukraine. 2015 wurde der nach dem Zweiten Weltkrieg eingemeindete Ort Masuriwka (polnisch Mazurówka) aus dem Ortsgebiet ausgegliedert und ist seither ein eigenständiges Dorf.
Seit Ende 1884 hat der Ort einen südöstlich des Ortskerns gelegenen Bahnhof an der Bahnstrecke Butschatsch–Jarmolynzi.

## Verwaltungsgliederung
Am 4. September 2015 wurde das Dorf zum Zentrum der neugegründeten Landgemeinde Biloboschnyzja (Білобожницька сільська громада Biloboschnyzka silska hromada). Zu dieser zählten noch die 6 Dörfer Bilyj Potik, Kalyniwschtschyna, Masuriwka, Romaschiwka, Rydoduby und Semakiwzi, bis dahin bildete es zusammen mit den Dörfern Kalyniwschtschyna und Semakiwzi die Landratsgemeinde Biloboschnyzja (Білобожницька сільська рада/Biloboschnyzka silska rada) im Westen des Rajons Tschortkiw.
Am 12. Juni 2020 kam noch 11 weitere in der untenstenden Tabelle aufgelisteten Dörfer zum Gemeindegebiet.
Folgende Orte sind neben dem Hauptort Biloboschnyzja Teil der Gemeinde:
| Name                     | Name                | Name                                         | Name               | Name |
| ukrainisch transkribiert | ukrainisch          | russisch                                     | polnisch           |      |
| ------------------------ | ------------------- | -------------------------------------------- | ------------------ | ---- |
| Basar                    | Базар               | Базар                                        | Bazar              |      |
| Bilyj Potik              | Білий Потік         | Белый Поток (Bely Potok)                     | Biały Potok        |      |
| Budaniw                  | Буданів             | Буданов (Budanow)                            | Budzanów           |      |
| Dschuryn                 | Джурин              | Джурин (Dschurin)                            | Dżuryn             |      |
| Dschurynska Slodbidka    | Джуринська Слобідка | Джуринская Слободка (Dschurinskaja Slobodka) | Słobódka Dżuryńska |      |
| Kalyniwschtschyna        | Калинівщина         | Калиновщина (Kalinowschtschina)              | Kalinowszczyzna    |      |
| Kossiw                   | Косів               | Косов (Kossow)                               | Kosów              |      |
| Krywoluka                | Криволука           | Криволука (Kriwoluka)                        | Krzywołuka         |      |
| Masuriwka                | Мазурівка           | Мазуровка (Masurowka)                        | Mazurówka          |      |
| Palaschiwka              | Палашівка           | Палашовка (Palaschowka)                      | Pauszówka          |      |
| Papirnja                 | Папірня             | Папирня                                      | Papiernia          |      |
| Poliwzi                  | Полівці             | Полевцы (Polewzy)                            | Połowce            |      |
| Romaschiwka              | Ромашівка           | Ромашовка (Romaschowka)                      | Romaszówka         |      |
| Rydoduby                 | Ридодуби            | Рыдодубы                                     | Rydoduby           |      |
| Semakiwzi                | Семаківці           | Семаковцы (Semakowzy)                        | Siemakowce         |      |
| Skomorosche              | Скомороше           | Скоморошье (Skomoroschje)                    | Skomorosze         |      |
| Swynjatsch               | Звиняч              | Звиняч (Swinjatsch)                          | Zwiniacz           |      |